# اردوگاه کار اجباری راونسبروک
اردوگاه مرگ راونسبروک (به آلمانی: KZ Ravensbrück) بزرگترین اردوگاه کار اجباری مخصوص زنان و از بزرگترین اردوگاه‌های کار اجباری نازی‌ها بود که توسط رژیم نازی در سال ۱۹۳۸ در ۹۰ کیلومتری شمال برلین در نزدیکی روستای راونسبروک ساخته و در ماه مه سال ۱۹۳۹ افتتاح شد.
رقم تخمینی یادبود اردوگاه از ۱۳۲,۰۰۰ زنی که در طول جنگ در اردوگاه بودند شامل حدود ۴۸,۵۰۰ نفر از لهستان، ۲۸,۰۰۰ نفر از اتحاد جماهیر شوروی، تقریباً ۲۴,۰۰۰ نفر از آلمان و اتریش، نزدیک به ۸,۰۰۰ نفر از فرانسه و هزاران نفر از کشورهای دیگر از جمله چند نفر از بریتانیا و ایالات متحده است. بیش از ۲۰,۰۰۰ نفر (۱۵ درصد) از کل یهودی بودند. هشتاد و پنج درصد از نژادها و فرهنگ‌های دیگر بودند. بیش از ۸۰ درصد زندانیان سیاسی بودند. بسیاری از زندانیان به عنوان کارگران برده توسط زیمنس و هالسکه به کار گرفته شدند.
از ۱۹۴۲ تا ۱۹۴۵، نازی‌ها آزمایش‌های پزشکی بر روی زندانیان راونسبروک انجام دادند تا اثربخشی سولفونامید را آزمایش کنند.
در بهار ۱۹۴۱، اس‌اس یک اردوگاه کوچک مجاور برای زندانیان مرد تأسیس کرد که اتاق‌های گاز اردوگاه را در ژانویه ۱۹۴۵ ساختند و مدیریت کردند.
از میان زندانیان زن که از اردوگاه راونسبروک گذشتند، حدود ۵۰,۰۰۰ نفر جان باختند؛ حدود ۲,۲۰۰ نفر در اتاق‌های گاز کشته شدند.

## تعداد و ملیت زندانیان
ساخت اردوگاه در نوامبر ۱۹۳۸ به دستور رهبر اس‌اس هاینریش هیملر آغاز شد و از این جهت غیرمعمول بود که منحصراً برای نگهداری زندانیان زن در نظر گرفته شده بود. راونسبروک اولین بار در ماه مه ۱۹۳۹ زندانیان را در خود جای داد، زمانی که اس‌اس ۹۰۰ زن را از اردوگاه کار اجباری لیختنبرگ در زاکسن منتقل کرد.
هشت ماه پس از شروع جنگ جهانی دوم، ظرفیت حداکثری اردوگاه قبلاً پر شده بود. پس از تهاجم به لهستان، اردوگاه به طور عمده گسترش یافت. تا تابستان ۱۹۴۱ با آغاز عملیات بارباروسا، تخمین زده می‌شود که مجموعاً ۵۰۰۰ زن زندانی شده بودند که به تدریج جیره‌های غذایی کمتری دریافت می‌کردند. تا پایان سال ۱۹۴۲، جمعیت زندانیان راونسبروک به حدود ۱۰,۰۰۰ نفر رسیده بود. بیشترین تعداد زندانیان در یک زمان در راونسبروک احتمالاً حدود ۴۵,۰۰۰ نفر بود.
بین سال‌های ۱۹۳۹ و ۱۹۴۵، حدود ۱۳۰,۰۰۰ تا ۱۳۲,۰۰۰ زندانی زن از سیستم اردوگاه راونسبروک عبور کردند. طبق دانشنامه بریتانیکا، حدود ۵۰,۰۰۰ نفر از آن‌ها به دلیل بیماری، گرسنگی، کار بیش از حد و ناامیدی جان باختند؛ حدود ۲,۲۰۰ نفر در اتاق‌های گاز به قتل رسیدند. در ۲۹-۳۰ آوریل ۱۹۴۵، حدود ۳,۵۰۰ زندانی هنوز در اردوگاه اصلی زنده بودند.
اگرچه زندانیان از هر کشوری در اروپا تحت اشغال آلمان آمده بودند، بزرگترین گروه ملی در اردوگاه لهستانی‌ها بودند. در بهار ۱۹۴۱، مقامات اس‌اس یک اردوگاه کوچک مردانه در کنار اردوگاه اصلی تأسیس کردند. زندانیان مرد اتاق‌های گاز اردوگاه را در سال ۱۹۴۴ ساختند و مدیریت کردند.
در اردوگاه کودکان نیز وجود داشتند. در ابتدا، آن‌ها با مادرانی که کولی یا یهودی بودند و در اردوگاه زندانی شده بودند، وارد شدند یا از زنان زندانی متولد شدند. در ابتدا تعداد کمی کودک وجود داشت، از جمله چند کودک چک از لیدیسه در ژوئیه ۱۹۴۲. بعدها کودکان در اردوگاه تقریباً نماینده تمام ملت‌های اروپا تحت اشغال آلمان بودند. بین آوریل و اکتبر ۱۹۴۴، تعداد آن‌ها به طور قابل توجهی افزایش یافت و شامل دو گروه بود. یک گروه شامل کودکان کولی بود که با مادران یا خواهران خود پس از بسته شدن اردوگاه کولی‌ها در آشویتس-بیرکناو به اردوگاه آورده شدند. گروه دیگر عمدتاً شامل کودکانی بود که با مادران لهستانی خود پس از فروپاشی قیام ورشو در سال ۱۹۴۴ به راونسبروک آورده شدند. بیشتر این کودکان از گرسنگی جان باختند.
راونسبروک دارای ۷۰ زیر اردوگاه برای کار اجباری بود که در منطقه‌ای از دریای بالتیک تا باواریا پراکنده بودند.

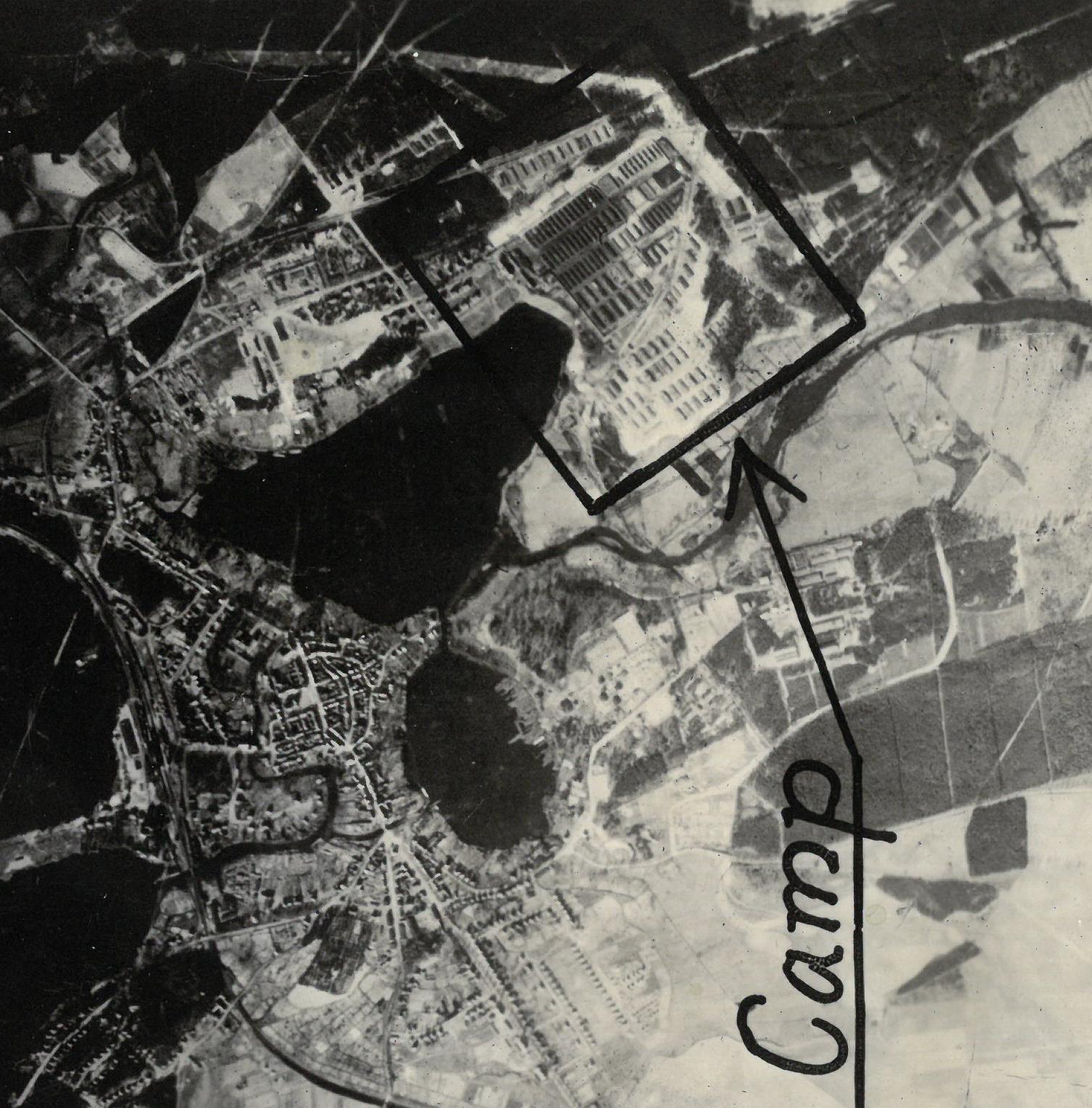
عکس هوایی از اردوگاه راونسبروک

میزی رنو، خواهر گیلبرت رنو، درباره اسارت خود در راونسبروک در  La Grande Misere نوشت که در سال ۱۹۴۸ جایزه حقیقت فرانسه را برد. دیگر بازماندگانی که خاطراتی درباره تجربیات خود نوشتند شامل جما لا گواردیا گلاک، خواهر شهردار نیویورک فییورلو اچ. لاگواردیا، و همچنین ژرمن تیلیون، بازمانده راونسبروک از فرانسه که در سال ۱۹۷۵ گزارش شاهد عینی خود از اردوگاه را منتشر کرد.
در سال ۲۰۰۵، بازمانده راونسبروک جودیت شرمن کتابی از نثر و شعر با عنوان نام را بگو (Say the Name) منتشر کرد. شرمن درباره خانه کودکی خود در کوریمه، چکسلواکی، و چندین تبعید، پنهان شدن در خانه‌ها و در جنگل، تحمل شکنجه و شاهد قتل در راونسبروک قبل از آزادی نهایی خود می‌نویسد.
حدود ۵۰۰ زن از راونسبروک به داخائو منتقل شدند، جایی که به عنوان کارگران به آگفا-کوماندو اختصاص داده شدند؛ زنان دستگاه‌های زمان‌بندی احتراق برای بمب‌ها، مهمات توپخانه و موشک‌های V-1 و V-2 را مونتاژ می‌کردند.

## زندگی در اردوگاه
غلتک جاده هنگامی که یک زندانی جدید به راونسبروک می‌رسید، او موظف بود یک مثلث رنگی (یک وینکل) بپوشد که او را بر اساس دسته‌بندی شناسایی می‌کرد، با یک حرف دوخته شده در داخل مثلث که ملیت زندانی را نشان می‌داد. به عنوان مثال، زنان لهستانی مثلث‌های قرمز می‌پوشیدند که نشان‌دهنده زندانی سیاسی بود، با حرف «P» (تا سال ۱۹۴۲، زنان لهستانی بزرگترین بخش ملی در اردوگاه شدند). زنان یهودی مثلث‌های زرد می‌پوشیدند اما گاهی اوقات، برخلاف سایر زندانیان، یک مثلث دوم برای دسته‌بندی‌های دیگر می‌پوشیدند. به عنوان مثال، اغلب برای راس‌نشاند («آلودگی نژادی») بود.
برخی از بازداشت‌شدگان موهایشان تراشیده می‌شد، مانند کسانی که از چکسلواکی و لهستان بودند، اما سایر انتقال‌ها اینگونه نبودند. به عنوان مثال، در سال ۱۹۴۳، گروهی از زنان نروژی به اردوگاه آمدند (نروژی‌ها/اسکاندیناوی‌ها توسط نازی‌ها به عنوان خالص‌ترین آریایی‌ها رتبه‌بندی شده بودند). هیچ‌کدام از آنها موهایشان تراشیده نشد.
بین سال‌های ۱۹۴۲ و ۱۹۴۳، تقریباً تمام زنان یهودی از اردوگاه راونسبروک در چندین انتقال به اردوگاه آشویتس فرستاده شدند، مطابق با سیاست نازی‌ها برای پاکسازی آلمان از یهودیان. بر اساس لیست ناقص انتقال نازی‌ها (زوگانگ‌لیسته)، که ۲۵،۰۲۸ نام از زنانی که توسط نازی‌ها به اردوگاه فرستاده شده‌اند را مستند می‌کند، تخمین زده می‌شود که ساختار قومی جمعیت زندانیان راونسبروک شامل: لهستانی‌ها ٪۲۴.۹، آلمانی‌ها ٪۱۹.۹، یهودیان ٪۱۵.۱، شوروی‌ها ٪۱۵، فرانسوی‌ها ٪۷.۳، کولی‌ها ٪۵.۴، سایر ٪۱۲.۴. گشتاپو زندانیان را به این صورت دسته‌بندی کرده بود: سیاسی ٪۸۳.۵۴، ضد اجتماعی ٪۱۲.۴۵، جنایی ٪۲.۰۲، شاهدان یهوه ٪۱.۱۱، راس‌نشاند (آلودگی نژادی) ٪۰.۷۸، سایر ٪۰.۲. این لیست یکی از مهم‌ترین اسناد است که در آخرین لحظات عملیات اردوگاه توسط اعضای واحد راهنمایان دختر زیرزمینی لهستانی «موری» (دیوارها) حفظ شده است. بقیه اسناد اردوگاه توسط ناظران فراری اس‌اس در گودال‌ها یا در کوره سوزانده شدند.
یکی از اشکال مقاومت، برنامه‌های آموزشی مخفی بود که توسط زندانیان برای هم‌زندانیانشان سازماندهی می‌شد. همه گروه‌های ملی برنامه‌ای داشتند. گسترده‌ترین برنامه‌ها در میان زنان لهستانی بود که در آن کلاس‌های مختلف در سطح دبیرستان توسط معلمان با تجربه تدریس می‌شد.
در سال‌های ۱۹۳۹ و ۱۹۴۰، شرایط زندگی در اردوگاه قابل قبول بود: لباسشویی و ملافه‌ها به طور منظم تعویض می‌شد و غذا کافی بود، اگرچه در زمستان اول ۱۹۳۹/۴۰ محدودیت‌ها شروع به نمایان شدن کردند. بازمانده اردوگاه مارگارت بابر-نویمن نوشت که اولین وعده غذایی او در راونسبروک از انتظاراتش فراتر رفت، وقتی که به او فرنی شیرین با میوه خشک (باک‌اوست)، به علاوه یک بخش سخاوتمندانه از نان، مارگارین و سوسیس سرو شد.

شرایط به سرعت بدتر شد. السی مارشال، یک بلژیکی جوان که با یک سازمان مقاومت فرانسوی کار می‌کرد، از سال ۱۹۴۳ تا ۱۹۴۵ زندانی در راونسبروک بود. او شرایط را توصیف کرد:
آنها زنان را نمی‌کشتند. ما باید از بدبختی، گرسنگی و خستگی بمیریم... وقتی به راونسبروک رسیدیم، بدترین بود. اولین چیزی که دیدم یک چرخ دستی با تمام مردگان روی آن بود. دست‌ها و پاهایشان آویزان بود و دهان‌ها و چشم‌هایشان باز بود. آنها ما را به هیچ چیز تقلیل دادند. حتی احساس نمی‌کردیم که ارزش گاوها را داریم. شما کار می‌کردید و می‌مردید.

### آزمایش‌های پزشکی نازی‌ها
از تابستان ۱۹۴۲، آزمایش‌های پزشکی بدون رضایت بر روی ۸۶ زن انجام شد؛ ۷۴ نفر از آنها زندانیان لهستانی بودند. دو نوع آزمایش بر روی زندانیان سیاسی لهستانی انجام شد. نوع اول اثربخشی داروهای سولفونامید را آزمایش می‌کرد. این آزمایش‌ها شامل بریدن عمدی و عفونت استخوان‌ها و عضلات پا با باکتری‌های ویروسی، بریدن اعصاب، وارد کردن موادی مانند تکه‌های چوب یا شیشه به بافت‌ها و شکستن استخوان‌ها بود.
دومین مجموعه آزمایش‌ها بازسازی استخوان، عضله و عصب و امکان پیوند استخوان از یک نفر به نفر دیگر را مطالعه می‌کرد. از ۷۴ قربانی لهستانی، که توسط آزمایش‌کنندگان «خرگوش‌ها» نامیده می‌شدند، پنج نفر به دلیل آزمایش‌ها جان باختند، شش نفر با زخم‌های بهبود نیافته اعدام شدند و (با کمک سایر زندانیان) بقیه با آسیب‌های دائمی جسمی زنده ماندند. چهار نفر از این بازماندگان—جادویگا دیدو، ماریا بروئل-پلاتر، وادیسلاوا کارولوسکا و ماریا کوشمیچوک—در دادگاه پزشکان در سال ۱۹۴۶ علیه پزشکان نازی گواهی دادند. بین ۱۲۰ تا ۱۴۰ زن کولی در ژانویه ۱۹۴۵ در اردوگاه عقیم شدند. همه زنها با فریب به امضای فرم رضایت وادار شده بودند، به آنها گفته شده بود که مقامات آلمانی آنها را آزاد خواهند کرد اگر موافقت کنند.
در سال ۲۰۱۷، ۲۷ نامه مخفی به موزه شهیدشناسی در لوبلین اهدا شد. این نامه‌ها اردوگاه را به تفصیل توصیف می‌کنند، از جمله پزشکانی که آزمایش‌های پزشکی انجام می‌دادند. در مبل کریستینا چیش پنهان شده بودند و دهه‌ها پنهان مانده بودند تا زمان اهدای آنها. در سپتامبر ۱۹۴۱، خواهران یانینا و کریستینا ایوانسکا، واندا وویتاژیک و کریستینا چیش به دلیل کمک به زیرزمینی لهستان به راونسبروک فرستاده شدند. در سال ۱۹۴۲، آزمایش‌های پزشکی معرفی شد و با گروهی از ۸۶ زن، از جمله چهار نویسنده نامه، آغاز شد. همانطور که در نامه‌ها توضیح داده شده است، پاهای آنها با شیشه یا چوب بریده می‌شد قبل از اینکه پزشکان باکتری و داروی آزمایشی را معرفی کنند. اگر زخم‌ها بهبود نمی‌یافتند، بعداً متوجه می‌شدند که این منجر به اعدام می‌شود. چهار نفر زنده ماندند و نامه‌ها را نوشتند.

### کار اجباری
همه زندانیان موظف بودند کارهای سنگین انجام دهند که از کارهای سخت در فضای باز تا ساخت قطعات موشک V-2 برای زیمنس متغیر بود. اس‌اس همچنین چندین کارخانه در نزدیکی راونسبروک برای تولید منسوجات و قطعات الکتریکی ساخت.
راونسبروک تامین‌کننده اصلی زنان برای فاحشه‌خانه‌هایی بود که در بسیاری از اردوگاه‌های بزرگ نازی در اواخر جنگ تأسیس شده بودند. اگرچه زنان اغلب برای این موقعیت‌ها داوطلب می‌شدند، به امید اینکه از سخت‌ترین کارهای فیزیکی معاف شوند و شاید جیره‌های بهتری دریافت کنند، بیشتر آنها در واقع به دلیل سوءاستفاده جنسی و شیوع گسترده بیماری‌های مقاربتی به سرعت جان باختند.
برای زنان در اردوگاه، حفظ برخی از کرامت و حس انسانیت خود مهم بود. بنابراین، آنها گردنبند، دستبند و سایر اقلام شخصی مانند عروسک‌های کوچک و کتاب‌ها را به عنوان یادگاری می‌ساختند. این اثرات شخصی برای زنان اهمیت زیادی داشت و بسیاری از آنها جان خود را به خطر می‌انداختند تا این اموال را نگه دارند. برخی از این نوع اثرات را می‌توان در نمایشگاه «صداهایی از راونسبروک» (میزبانی شده توسط کتابخانه دانشگاه لوند، سوئد) مشاهده کرد.

### قتل در اتاق گاز
اجساد کسانی که در اردوگاه جان باختند یا کشته شدند تا سال ۱۹۴۳ در کوره سوزانده می‌شدند، زمانی که مقامات اس‌اس یک کوره در محلی نزدیک به زندان اردوگاه ساختند. در ژانویه ۱۹۴۵، اس‌اس همچنین یک کلبه نزدیک به کوره را به اتاق گاز تبدیل کرد، جایی که آنها چندین هزار زندانی را قبل از آزادی اردوگاه در آوریل ۱۹۴۵ به قتل رساندند؛ به ویژه، آنها حدود ۳،۶۰۰ زندانی از اردوگاه کار اجباری اوکرمارک برای دختران و زنان «منحرف» را که در آغاز سال ۱۹۴۵ تحت کنترل اس‌اس راونسبروک قرار گرفت، اعدام کردند.

## راهپیمایی مرگ و آزادی

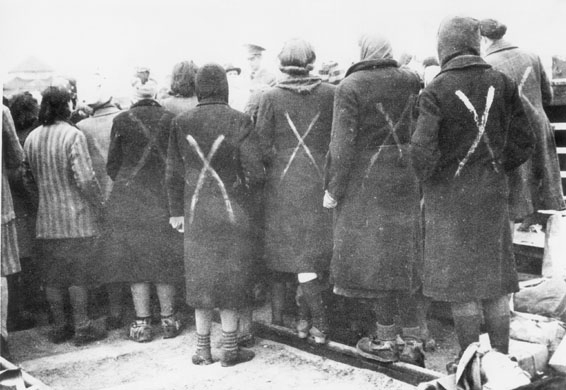
زندانیان زن زنده‌مانده زمانی که صلیب سرخ در آوریل ۱۹۴۵ به راونسبروک رسید جمع شدند. صلیب‌های سفید رنگ نشان می‌دهد که آنها زندانی بودند، نه غیرنظامی.

در ژانویه ۱۹۴۵، پیش از آزادی بازماندگان باقی‌مانده اردوگاه، تخمین زده می‌شود که ۴۵,۰۰۰ زندانی زن و بیش از ۵,۰۰۰ زندانی مرد در راونسبروک باقی مانده بودند، شامل کودکان و کسانی که از اردوگاه‌های دیگر منتقل شده بودند تا در اتاق گاز کشته شوند، که این کار با عجله انجام می‌شد.
با نزدیک شدن سریع ارتش سرخ شوروی در بهار ۱۹۴۵، رهبری اس‌اس تصمیم گرفت تا جایی که می‌توانند زندانیان را از اردوگاه خارج کنند تا گواه هایی زنده‌ای که می‌توانند درباره آنچه در اردوگاه رخ داده گواهی دهند، باقی نمانند. در پایان مارس، اس‌اس دستور داد که همه زنان توانمند جسمی یک ستون تشکیل دهند و به سمت شمال مکلنبورگ از اردوگاه خارج شوند، و بیش از ۲۴,۵۰۰ زندانی را به یک راهپیمایی مرگ وادار کردند.
حدود ۲,۵۰۰ زندانی آلمانی قومی باقی‌مانده آزاد شدند و ۵۰۰ زن به مقامات صلیب سرخ سوئد و دانمارک تحویل داده شدند، اندکی پس از تخلیه. در ۳۰ آوریل ۱۹۴۵، کمتر از ۳,۵۰۰ زندانی دچار سوءتغذیه و بیمار در اردوگاه زنده پیدا شدند که توسط ارتش سرخ آزاد شدند. بازماندگان راهپیمایی مرگ در ساعات بعدی توسط یک واحد شناسایی شوروی آزاد شدند.

## محاکمات راونسبروک
اولین محاکمه راونسبروک، ۱۹۴۷: صدور حکم نگهبانان اس‌اس، نگهبانان زن آوفزه‌رینن، و زندانیان سابقی که در مقام‌های اداری در اردوگاه خدمت می‌کردند، در پایان جنگ توسط متفقین دستگیر و از سال ۱۹۴۶ تا ۱۹۴۸ در محاکمات راونسبروک هامبورگ محاکمه شدند. شانزده نفر از متهمان به جنایات جنگی و جنایات علیه بشریت محکوم و به اعدام محکوم شدند.
فریتس سورن و هانس پفلوم که به بایرن فرار کرده بود، در سال ۱۹۴۹ توسط نیروهای آمریکایی دستگیر و به منطقه اشغالی فرانسه فرستاده شد. محاکمه و تجدیدنظر از فوریه تا مه ۱۹۵۰ انجام شد. هیئت منصفه متشکل از نمایندگان دولت‌های فرانسه، هلند و لوکزامبورگ بود و ریاست آن را افسر ارشد قضایی منطقه فرانسه بر عهده داشت. چندین ده نفر از زندانیان سابق احضار شدند. سورن و پفلوم به جنایات جنگی و جنایات علیه بشریت متهم شدند. آنها به اعدام محکوم و در ۱۲ ژوئن ۱۹۵۰ اعدام شدند.

## نگارخانه

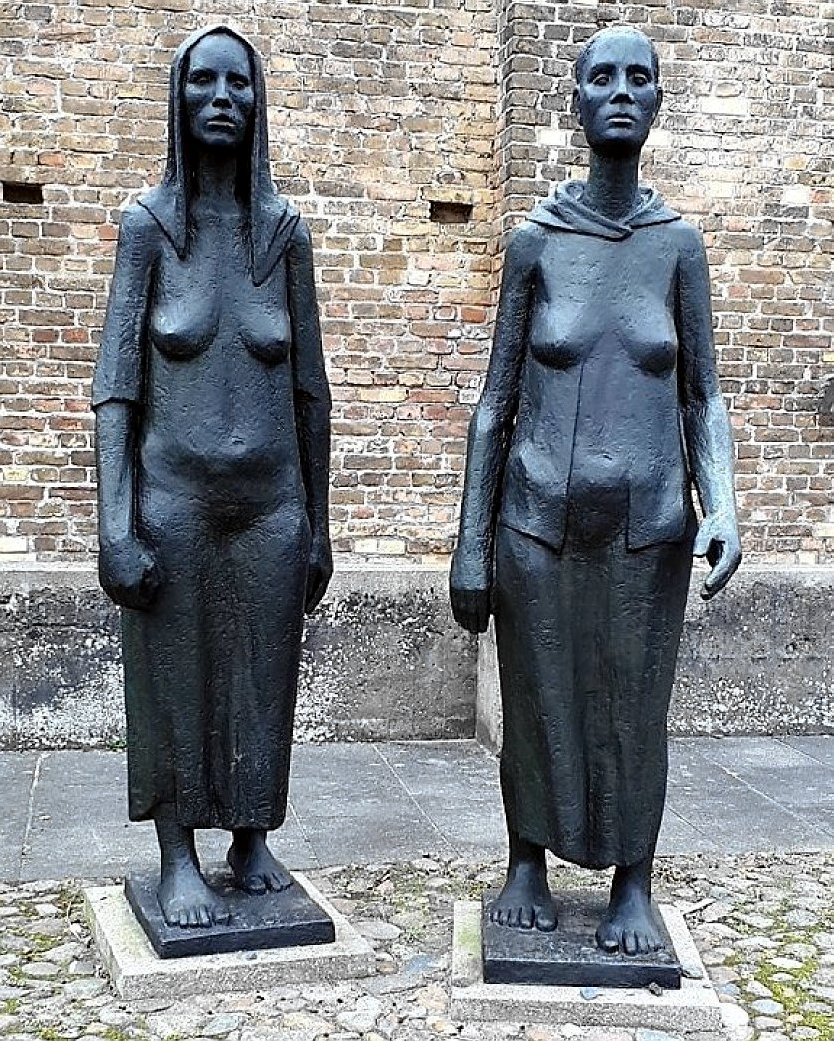
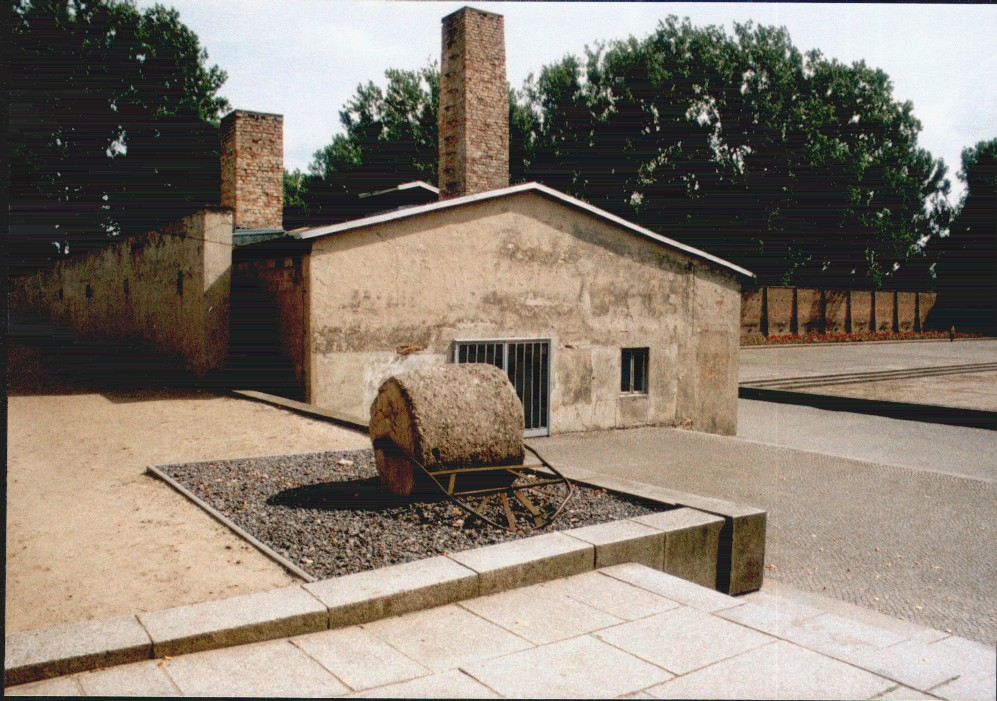
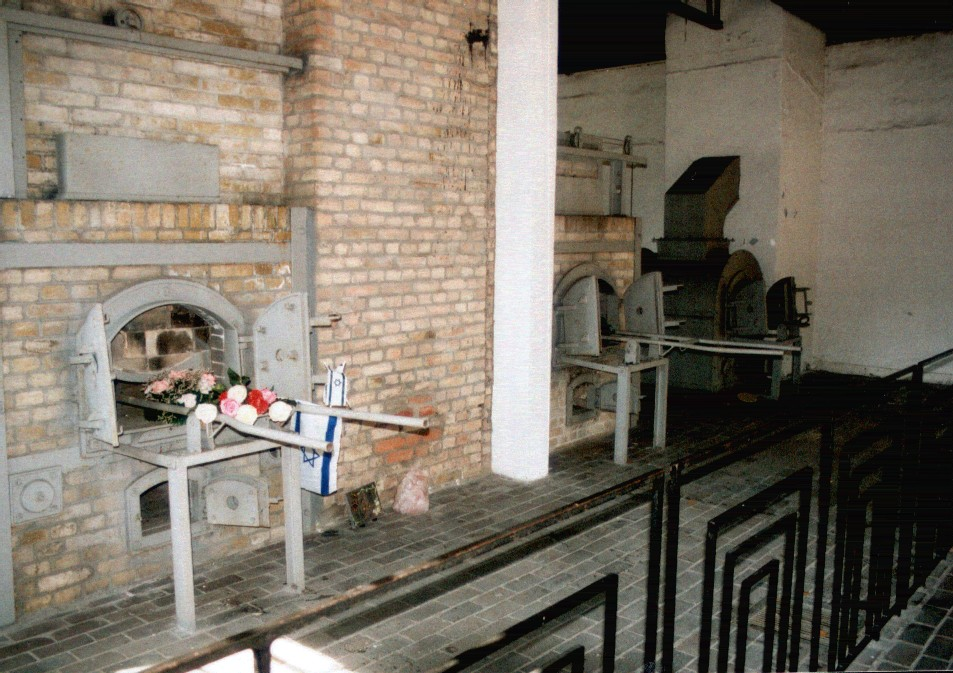
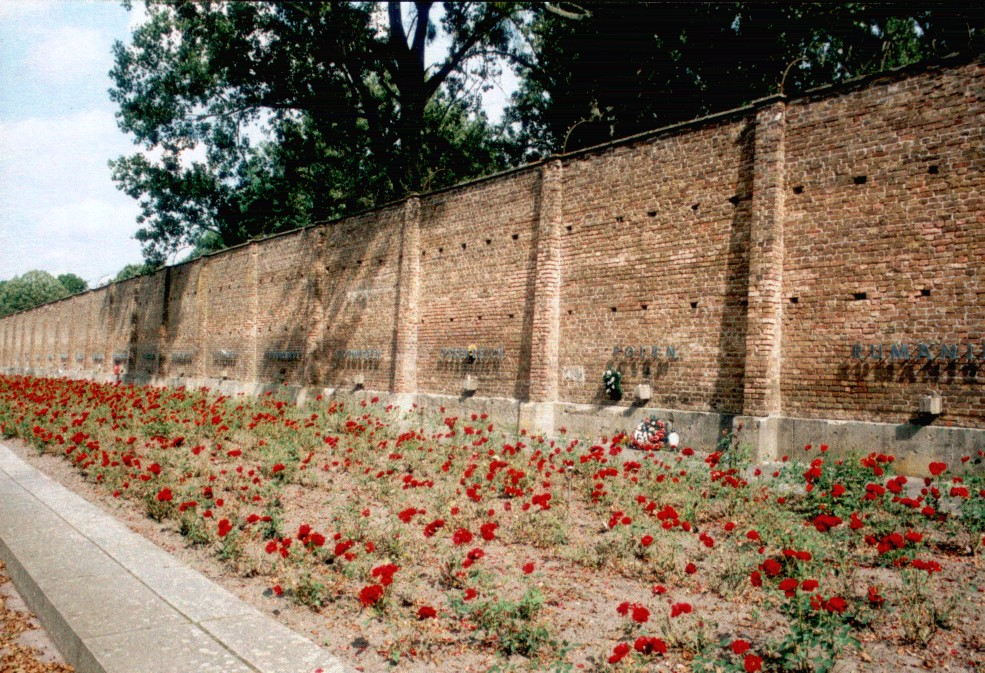
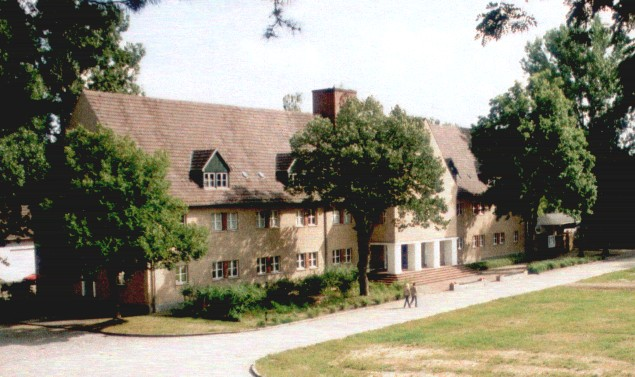
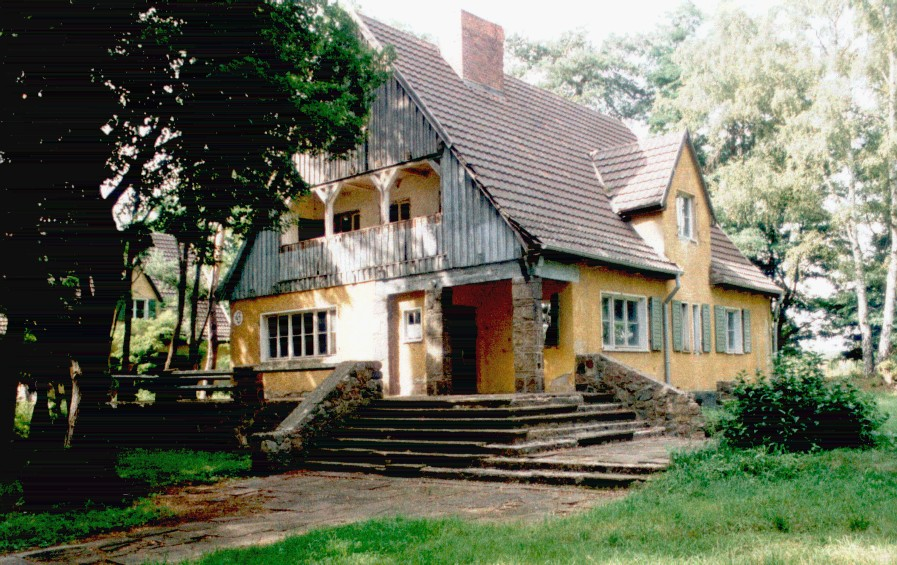
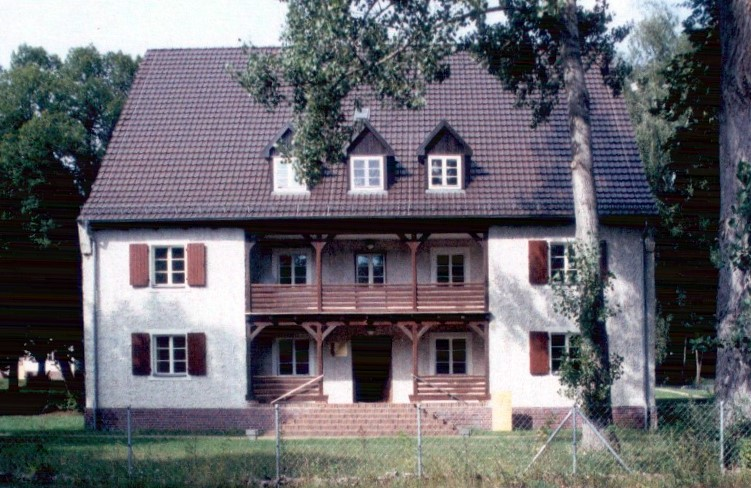
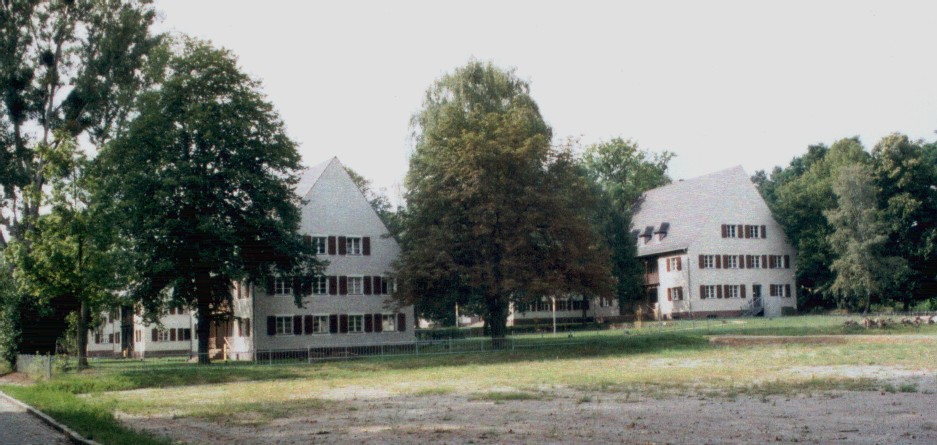
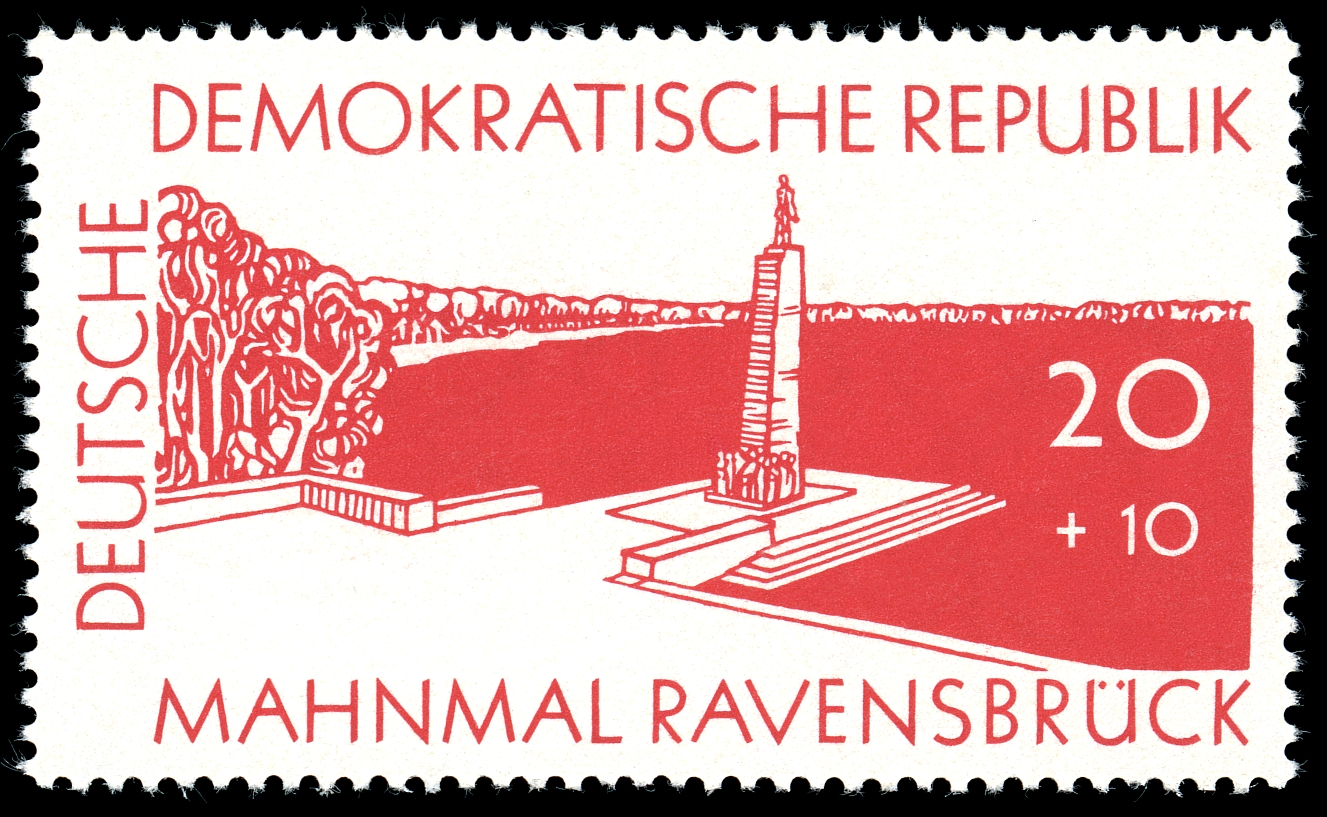